# Persecuzione dei buddisti
Molti esponenti buddisti, durante la storia del buddismo, hanno sperimentato forme di persecuzione; queste possono riferirsi a imprigionamento indebito, stato di detenzione, percosse, tortura, fino ad esecuzione capitale. Con lo stesso termine di persecuzione si può anche fare riferimento alla confisca dei beni ed alla distruzione di proprietà, o l'incitamento all'odio nei confronti dei buddisti.

## Persecuzioni premoderne del buddismo

### Persecuzione sotto Pusyamitra Shunga
Pusyamitra Shunga, regnante dal 185 al 151 a.C., fu imperatore a seguito dell'avvenuto assassinio dell'ultimo sovrano legittimo dell'impero Maurya Brihadratha; successivamente egli fondò la dinastia Shunga.
A partire dalla metà del III secolo a.C., sotto Ashoka, il proselitismo buddista aveva cominciato a diffondersi anche al di fuori del subcontinente indiano; testi buddisti come l'"Ashokavadana" e l'antologia di racconti "Divyāvadāna" - scritti all'incirca quattro secoli dopo il regno di Pusyamitra - contengono testimonianze più o meno dirette della persecuzione subita dai buddisti alla sua epoca. Essi gli attribuiscono la demolizione di stupa e vihara fatti a suo tempo innalzare da Ashoka, di una taglia messa sulle teste dei monaci buddisti, descrivendolo come uno che volle annullare tutto il lavoro fatto in precedenza da Ashoka.
Tuttavia alcuni storici hanno respinto l'ipotesi di un'autentica forma persecutoria dei buddisti da parte del nuovo sovrano, mentre i racconti tradizionali vengono spesso descritti come alquanto esagerati, essendo stati paragonati ad una versione buddista della presa di potere da parte di Pusyamitra a discapito dei Maurya e rifletterebbe il rapido declino dell'influenza del buddismo all'interno della corte imperiale Shunga. Più tardi i re Shunga sono stati considerati anche come fautori del buddismo, per aver contribuito ad esempio alla costruzione dello stupa di Bharhut.
Il declino del buddismo in India viene fatto risalire all'epoca della dinastia Gupta.

### Sassanidi
Nel 224, con l'introduzione della dinastia sassanide, lo zoroastrismo divenne la religione ufficiale della Persia; da quel momento in poi nessuna delle altre forme religione sono più state tollerate nel territorio, interrompendo in tal modo la diffusione del buddismo verso ovest. Nel corso del III secolo i sasanidi invasero la regione della Battriana e rovesciarono il governo dell'impero Kusana, la cui conseguenza fu l'incendio e distruzione di molti stupa.
Anche se forti sostenitori del profeta Zoroastro, i sasanidi si dimostrarono nonostante tutto relativamente tolleranti verso il buddismo, permettendo di volta in volta la costruzione di nuovi monasteri: è stato durante il loro regno che i seguaci Lokottaravāda (una delle prime scuole del Buddismo dei Nikāya Mahayana) eressero le due grandi statue di Buddha di Bamiyan.
Durante la seconda metà del III secolo, il sommo sacerdote zoroastriano Kirder dominò la politica religiosa dello stato; egli quindi ordinò la distruzione di numerosi monasteri buddisti presenti in Afghanistan, dal momento che l'amalgama del buddismo con lo zoroastrismo manifesta sotto una forma di divinità Buddha-Ahura Mazdā apparve come una vera e propria eresia. Nonostante ciò il buddismo recuperò rapidamente terreno subito dopo la sua morte.

### Unni bianchi
Il buddismo venne gravemente indebolito in Asia centrale e nell'India nord-occidentale durante il VI secolo in seguito all'invasione degli Unni bianchi, i quali seguivano come religione il culto di Tengri ed una forma di manicheismo. All'incirca nel 440 hanno conquistato la Sogdiana, in seguito il regno di Gandhāra e spingendosi avanti fino alla pianura indo-gangetica. Il loro re Mihirakula, che governò a partire dal 515, cercò di sopprimere il buddismo distruggendone i monasteri; questo prima che il figlio e legittimo erede non ne invertisse la politica.

### Langdarma del Tibet
Langdarma era un re tibetano che regnò dall'838 all'841; si dice esser stato anti-buddista e un seguace della religione Bön legata allo sciamanesimo e all'animismo.

### L'imperatore Wuzong di Tang
Wuzong, imperatore della dinastia Tang che regnò dall'840 all'846, scatenò la prima grande persecuzione religiosa anti-buddista, risolvendo la propria crisi finanziaria assimilando indiscriminatamente le proprietà degli innumerevoli monasteri. Il buddismo si era sviluppato con gran vigore fino a divenire una potente forza religiosa in Cina durante il periodo Tang, con i propri monasteri che godevano dello status di esenzione fiscale.
Wuzong fece chiudere molti templi buddisti, confiscò interamente le loro proprietà, fino ad inviare i monaci e le monache a casa per un ritorno forzato alla vita laica. Oltre che a motivi prettamente economici, le motivazioni di Wuzong erano anche filosofico-ideologiche; difatti, in quanto zelante seguace del taoismo, considerava il buddismo niente più che una religione straniera alla madrepatria cinese, oltre che fortemente dannosa per la società di stampo confuciano.
Combatté anche le altre religioni straniere presenti, riuscendo a sradicare lo zoroastrismo e il manicheismo dalla Cina; perseguitò infine la chiesa cristiana dei nestoriani d'Oriente, che era molto cresciuta nel tempo, facendola così cadere in un declino da cui non si riprese mai più.

### Oirati mongoli
Gli Oirati, facente parte delle popolazioni mongole occidentali, si convertirono al buddismo tibetano nel 1615. I Dzungar costituivano una confederazione di diverse tribù oirate emerse improvvisamente nei primi anni del XVII secolo; il Khanato Dzungar fu l'ultimo grande impero nomade dell'Asia.
Nel XVIII secolo i Dzungar furono annientati dall'imperatore Qianlong nel corso di diverse campagne militari: circa l'80% della popolazione Dzungar, da 500.000 a 800.000 persone, furono uccise durante o dopo il cosiddetto genocidio degli Dzungar, da parte dei Khalkha mongoli e dai soldati cinesi durante la conquista Manciù del 1755-57.
Il Khanato dei Calmucchi venne fondato nel XVII secolo, adottando il buddismo tibetano quale religione principale, a seguito della precedente migrazione degli Oirati attraverso l'Asia centrale che li portò a raggiungere la steppa intorno alla foce del fiume Volga. Nel corso del XVIII secolo furono assorbiti dall'impero russo, che si stava espandendo da sud e ad est. La chiesa ortodossa russa mise sotto pressione molti Calmucchi perché si convertissero. Nell'inverso 1770-1771 circa 300.000 Calmucchi scelsero di ritornare nell'antica patria cinese; il loro obiettivo era quello di riprendersi il controllo della Zungaria sottomessa allora alla dinastia Qing.
Lungo il faticoso percorso furono attaccati e uccisi dai kazaki e dai kighisi, loro nemici storici basati sulla concorrenza intertribale per il possesso della terra, mentre molti altri morirono di fame e di malattia; dopo diversi mesi di viaggio, solamente un terzo appena del gruppo originale riuscì a raggiungere la meta, ma non ebbe altra scelta che quella di arrendersi ai Qing al momento dell'arrivo.

## Persecuzione da parte di regimi militaristi

### Giappone imperiale
I monaci buddisti sono stati costretti a tornare allo stato laicale, le loro proprietà vennero confiscate, le istituzioni buddiste chiuse e le scuole riorganizzate sotto il diretto controllo statale; il tutto in nome della modernizzazione (vedi Rinnovamento Meiji) del Giappone durante il periodo Meiji. L'opera di controllo oppressivo del buddismo - definito Haibutsu kishaku - era parte della politica imperiale giapponese sia in patria che all'estero, ad esempio in Corea e in altri dei territori conquistati.

### Persecuzione in Myanmar
Il governo di Myanmar ha tentato di controllare le istituzioni buddiste attraverso mezzi coercitivi, tra cui l'intimidazione, la tortura e l'assassinio dei monaci. Dopo che i monaci hanno svolto un ruolo attivo nei movimenti di protesta contro la dittatura militare nel 2007, lo stato ha usato la mano pesante contro i bhikkhu e i loro monasteri..

## Persecuzione da parte di partiti politici nazionalisti

### Persecuzione nella repubblica di Cina (1912-49) sotto il Kuomintag
Durante la grande spedizione del nord del 1926 nel Guangxi, il generale musulmano Bai Chongxi dell'esercito nazionale rivoluzionario (Guómín Gémìng Jūn) ed appartenente al Kuomintag condusse le proprie truppe alla sistematica distruzione dei templi buddisti con la scusa dell'annientamento dell'idolatria, trasformando molti monasteri in scuole statali e sedi di partito. È stato riferito che la quasi totalità dei monasteri buddisti esistenti nel Guangxi sono stati distrutti da Bai in questo modo.
Dopo aver rimosso dalle proprie sedi tutti i bhikkhu  Bai ha condotto un'ondata di opposizione nei confronti degli stranieri in tutta la regione, attaccando in armi sia americani ed europei sia altri stranieri lì residenti in qualità di missionari, rendendo in tal modo la provincia non più sicura per il passaggio di stranieri. Gli occidentali sono presto fuggiti ed alcuni cristiani cinesi sono stati anch'essi attaccati con l'accusa di essere agenti dell'imperialismo.
I tre principali obiettivi del suo movimento erano l'aperta xenofobia, l'anti-imperialismo e l'odio contro la religione; Bai in quest'ultimo caso ha portato il movimento antireligioso a definirsi lotta di liberazione contro la superstizione. Per l'Islam qualsivoglia idolo è simbolo di superstizione e perciò considerato shirk, peccato da debellare; proprio la sua fede musulmana può aver influenzato Bai ad agire contro gli idoli nei templi e tutta la variegata congerie di pratiche superstiziose allora dilagante nell'intera Cina. Anche Huang Shaohong, membro anch'egli del partito nella regione e signore della guerra, ha sostenuto la campagna di Bai: Huang non era musulmano e la campagna antireligiosa è stata concordata da tutti i membri del Kuomintag dello Guanxi.
Durante la cosiddetta pacificazione del Qinghai contro le ribellioni dei Golok, popolazioni tibetane tribali, il generale musulmano Ma Bufang ha operato la distruzione dei monasteri buddisti tibetani con il fattivo sostegno del governo del Kuomintag; servendo come generale all'interno dell'esercito rivoluzionario ha cercando di espandere il controllo della repubblica cinese sull'intero Qinghai, nonché di tentare d'attuare la possibilità di portare il Tibet sotto il dominio della repubblica. Quando Ma Bufang ha lanciato una serie di sette spedizioni contro i Golog, ha sterminato migliaia di tibetani, il tutto appoggiato dal governo cinese. Lui ed il suo esercito ha spazzato via molti tibetani dal Qinghai del nordest ed orientale e distrutto i templi del buddismo tibetano.

## Persecuzione da parte dei cristiani

### Corea del Sud
Alcuni esponenti autorevoli del buddismo della Corea del Sud hanno denunciato aperte misure discriminatorie attuate nei loro confronti e contro la dottrina buddista da parte dell'amministrazione del presidente Lee Myung-bak, attribuendo a Lee di essere parte della chiesa presbiteriana della capitale Seul.
L'ordine buddista Jogye ha accusato il governo di Lee di discriminare il buddismo favorendo a suo discapito il cristianesimo, tramite fondi e agevolazioni dati alle chiese cristiane, ignorando invece del tutto i templi buddisti anche nei documenti ufficiali. 

### Sri Lanka
Sotto la dominazione britannica del paese, i cristiani sono stati apertamente favoriti per i lavori e le promozioni sociali. Sir Robert Harry Inglis, un conservatore britannico del XIX secolo appartenente alla High Church, ha paragonato il buddismo all'idolatria nel corso di un dibattito parlamentare in relazione ad un rapporto sui "preti buddisti" per il governo coloniale nel 1852.

### Vietnam
Già nel 1953 affiorarono accuse di discriminazione nei confronti dei buddisti; tali accuse concernevano il fatto che vietnamiti cattolici armati dai francesi avevano fatto irruzione in diversi villaggi. Nel 1961 notizie di bombardamenti di un numero imprecisato di pagode in Vietnam veniva riportato dai media australiani e statunitensi.
Dopo che il membro della chiesa cattolica Ngô Đình Diệm salì al potere nel Vietnam del Sud, sostenuto dagli Stati Uniti d'America, egli cominciò a favorire i suoi parenti e correligionari a discapito dei buddisti, anche se questi rappresentavano più dell'80% dell'intera popolazione vietnamita; i cattolici sono stati favoriti sia nelle alte posizioni dell'esercito sia nello svolgimento dei servizi civili. La buona metà dei 123 membri dell'Assemblea nazionale erano inoltre cattolici. I buddisti dovevano richiedere autorizzazioni governative speciali per poter svolgere riunioni e manifestazioni di grandi dimensioni, legge questa generalmente attuata per le riunioni del sindacato.
Nel maggio 1963 il governo proibì lo sventolare delle bandiere buddiste durante la festività di Vesak; dopo di che i manifestanti buddisti si scontrarono con le truppe governative e nove persone rimasero uccise. In segno di protesta il monaco buddista Thích Quảng Đức morì dandosi fuoco a Saigon. Il 21 agosto una serie di incursioni sincronizzate contro le pagode del paese portarono ad un numero di morti stimato nell'ordine di alcune centinaia.

## Persecuzione da parte degli indù

### India
La prima presunta persecuzione dei buddisti in India viene fatta risalire al II secolo a.C. da parte del re Pusyamitra Shunga.
Vi è anche poi da menzionare l'assalto degli Unni bianchi su Taxila, con la persecuzione dei monaci buddisti da parte del loro capo Mihirakula.

### Nepal
L'esilio dei monaci buddisti nepalesi faceva parte di una campagna del governo il cui intento era sopprimere la rinascita del buddismo Theravada all'interno del paese nei primi decenni del XX secolo. Si sono verificate almeno due vaste deportazioni di monaci da Kathmandu, nel 1926 e nel 1944.
I monaci esiliati facevano parte di un gruppo presente per la prima volta in Nepal, almeno dal XIV secolo in poi; rappresentavano la prima linea di un movimento atto a far rivivere in territorio nepalese il veicolo Theravada, che era oramai scomparso da quei luoghi da oltre 500 anni. Il regime dinastico rappresentato dalla famiglia Rana disapprovava aspramente il buddismo e la lingua Napal Bhasa parlata dal gruppo etnico costituito dai Newa. Si è cominciato poco dopo a vedere le attività svolte dai monaci e la loro continua crescita sempre più come una minaccia; fino a quando tramite ripetute vessazioni da parte della polizia e stati di detenzione non son riusciti a limitarne la presenza: i monaci Newa sono infine stati deportati.
Tra le varie accuse mosse contro di loro vi sono state quelle di aver predicato una nuova fede col tentativo di convertire gli indù e di aver incoraggiato le donne alla rinunzia del mondo e a prendere la veste monastica, compromettendo in tal modo la vita familiare, oltre al fatto di scrivere libri in Nepal Bhasa.

### Sri Lanka
Durante la guerra civile in Sri Lanka i buddisti sono stati oggetto di molti attacchi terroristici perpetrati dalla mano delle Tigri Tamil.

## Persecuzioni da parte dei musulmani

### Afghanistan
L'imperatore musulmano Moghul del XVII secolo Aurangzeb cercò di usare l'artiglieria pesante al fine di distruggere le statue del Buddha di Bamiyan; un altro tentativo venne fatto dal re persiano del XVIII secolo Nadir Shah, dirigendo una salva di cannonate contro di esse.
Le due enormi statue, il maschio Salsal ("luce che brilla attraverso l'universo") e la più minuta femminile Shamama ("regina madre"), come venivano chiamate dalla gente del posto, non mancarono di accendere l'immaginazione degli scrittori islamici nei secoli passati. La statua di maggior mole riappare come il gigante malevolo Salsal nei racconti turchi medioevali.
L'emiro afghano musulmano Abdur Rahman Khan riuscì a distruggere il volto alla statua più grande durante una campagna militare svolta contro la ribellione degli sciiti di etnia hazara. Un francese di nome Dureau ne aveva fatto un dipinto nel 1847.
I grandi Buddha di Bamiyan sono stati infine distrutti dal regime dei fondamentalisti talebani nel 2001, a dispetto della condanna espressa da tutto il mondo; le statue sono state gravemente e quasi irrimediabilmente danneggiate da razzi e cannoneggiamenti.
Gli studiosi che promossero gli scavi nel sito archeologico di Mes Aynak sono stati denunciati di "promuovere il buddismo" e molti degli escavatori afghani che vi lavoravano per motivi puramente finanziari e non sentendo in sé alcun collegamento con i manufatti buddisti, purtuttavia sono stati gravemente minacciati dai talebani.

### Pakistan
La valle posta nel distretto di Swat conserva molte sculture buddiste, stupa, mentre la città di Jehanabad ospita la grande statua del Buddha seduto. Durante l'Impero Kusana l'intero territorio era buddista e ricoperto di loro manufatti, fatti demolire dai talebani dopo vari tentativi falliti, con la faccia del Buddha seduta presa a colpi di dinamite. Solamente i due giganti di Bamiyan era più grandi di questo Buddha scolpito dello Swat, che i talebani hanno attaccato.
Il governo ufficiale pakistano non ha fatto alcunché per salvaguardare la statua dopo il primo tentativo di danneggiamento e che non aveva causato danni permanenti, mentre quando il secondo attacco ha avuto luogo i piedi, le spalle e il volto sono stati demoliti.
Gli islamisti della regione, come i talebani, hanno saccheggiato e distrutto gran parte dei manufatti e reperti buddisti presenti in Pakistan e lasciati dalla grande civiltà del regno di Gandhāra, ma soprattutto quelli lasciati lungo il corso della valle dello Swat. I talebani deliberatamente hanno preso di mira le reliquie buddiste di Gandhāra con l'intento di distruggerle.
L'arcivescovo cristiano di Lahore, monsignor Lawrence John Saldanha, ha scritto una lettera da indirizzare al governo per denunciare le attività talebane nella valle dello Swat, tra cui la distruzione delle statue di Buddha e le loro ripetute aggressioni rivolti contro persone cristiane, sikh e indù. Infine molti artefatti buddisti provenienti da Gandhāra vennero illegalmente saccheggiati ad opera dei trafficanti d'antichità.

### Bangladesh
La persecuzione delle tribù indigene presenti nelle Chittagong Hill Tracts, come i gruppi dei Chakma, dei Marma, dei Tripuri ed altri che sono prevalentemente buddisti, indù, cristiani e animisti, è stata definita come atto di genocidio. La regione in questione si trova ai confini tra India, Myanmare golfo del Bengala, ed è la patria naturale di oltre 500.000 indigeni.
Gli autori delle persecuzioni si trovano sia tra i militari sia tra i coloni musulmani bengalesi; insieme hanno bruciato templi buddhisti e indù, ucciso molti Chakma, ed effettuato una politica di stupri di gruppo contro gli indigeni. Vi sono anche accuse provenienti dai Chakma di essere costretti a convertirsi all'Islam e che molti dei loro bambini sono stati rapiti espressamente per poter realizzare questo scopo.
Il conflitto è iniziato poco dopo l'indipendenza del paese nel 1972, quando la costituzione ha imposto la lingua bengali come unica ufficialmente riconosciuta e l'Islam quale religione di stato, senza perciò alcun diritto culturale e linguistico per le minoranze etniche della popolazione. Successivamente il governo ha incoraggiato e sponsorizzato gli insediamenti massicci da parte dei bengalesi nelle regioni di confine, il che ha cambiato radicalmente la demografia, passando da un 98% di indigeni nel 1971 a meno del 50% entro il 2000. Il governo ha inoltre stanziato un terzo dell'intera forza militare nella zona per sostenere i coloni, innescando infine una protratta guerriglia tra le tribù delle colline interne e i militari.
Nel corso di questo conflitto, che si è concluso ufficialmente nel 1997 - e nel periodo successivo - un numero sempre più allarmante di violazioni dei diritti umani contro i popoli indigeni, con atti particolarmente estremi di violenza contro le donne, sono stati riportati da fonti autorevoli.
Durante la serie di violenze avvenute a Ramu (al confine con la Birmania) nel 2012 una folla di 25.000 persone ha dato fuoco ad almeno cinque templi e a decine di case in tutta la città e nei villaggi circostanti abitanti da minoranze buddiste.
Coloni bengalesi e soldati hanno usato violenza sessuale contro donne indigene Jumma con l'assoluta certezza dell'impunità; le forze di sicurezza fanno poco per proteggere le minoranze indù Jumma, assistendo invece e proteggendo i violentatori e i coloni.
Gli indigeni buddisti e indù di etnia Jumma a fondo sino-tibetana sono stati presi di mira dal governo con una serie ripetuta di violenze ed una politica del genocidio: i coloni di etnia bengalese invadono le terre Jumma prendendone il controllo, massacrando chiunque vi si oppone, con l'appoggio dei militari impegnati in stupri di massa contro le donne, l'annientamento di interi villaggi e attacchi contro gli indù e i siti religiosi buddisti prendendo deliberatamente di mira monaci e monache. I coloni bengalesi che attaccano i templi, soprattutto buddisti, sono tutti musulmani.

### India
Vari personaggi coinvolti nella rinascita del buddismo in India come il cingalese Anagarika Dharmapala e il movimento della Maha Bodhi Society del 1890, così come B. R. Ambedkar, hanno considerato il secolare dominio musulmano in India quale massimo responsabile per il repentino decadimento del buddismo all'interno del paese.
Nel 1193 Qutb al-Din di Delhi, un comandante turco, prese il controllo della città di Delhi, lasciando in tal maniera senza più alcuna difesa i vasti territori del nordest della pianura indo-gangetica i quali erano il cuore pulsante della presenza buddista in India. Il Tempio di Mahabodhi a Bodh Gaya fu quasi completamente distrutto dalle forze d'invasione musulmane; mentre uno dei generali di Qutb al-Din, Muhammad bin Bakhtiyar Khilji, invase il territorio già appartenuto al Regno Magadha e distrusse interamente i santuari buddisti a Nālandā.
Nel 1200 sempre Muhammad Kilji distrusse i monasteri fortificati dall'esercito della dinastia Sena, come quello di Vikramashila. Molti monumenti dell'antica civiltà indiana sono andati irrimediabilmente perduti ad opera degli eserciti invasori, tra cui i santuari buddisti nei pressi di Benares; i monaci che riuscirono a scampare al massacro fuggirono in Nepal, Tibet e nell'India meridionale.
I monaci provenienti dai monasteri dell'atollo meridionale da Isdhoo, una delle isolette abitate del grande atollo di Haddhunmathi nelle Maldive, vennero condotti a Malé e decapitati.
Il conquistatore turco-mongolo Tamerlano distrusse le residenze e le opere buddiste, razziando le zone in cui aveva fatto irruzione e dove il buddismo era fino ad allora fiorito.
Anche il dominio secolare dell'impero dei Moghul in vaste aree indiane ha contribuito al declino del buddismo; essi si son segnalati per aver distrutto innumerevoli templi indù, similmente a quelli buddisti, o fatto convertire molti luoghi sacri indo-buddisti in santuari musulmani e moschee. Governanti e sovrani moghul come Aurangzeb distrussero templi e monasteri buddisti per sostituirli con moschee.
L'associazione buddista del Ladakh ha affermato che vi è un disegno deliberato e organizzato per far convertire i buddisti del distretto di Kargil all'Islam: "negli ultimi 4 anni circa 50 ragazze e donne sposate con figli sono state prese e convertite dal villaggio di Wakha. Se tale operazione continuasse in modo così incontrollato temiamo che i buddisti saranno distrutti dal Kargil entro i prossimi due decenni. Chiunque contesta questi rapimenti e conversioni è preoccupato".
Per lo storico e filosofo Will Durant la conquista musulmana dell'India è stata probabilmente una delle pagine più sanguinose della storia. Si tratta di un racconto scoraggiante, per la morale che vi si può tratte, essendo oramai del tutto evidente che la civiltà è una cosa precaria il cui delicato complesso di ordine e libertà, cultura e pace, può in qualsiasi momento venire rovesciato da barbari invasori provenienti dall'esterno, ma anche dall'interno per moltiplicazione. Un invasore musulmano nonché capo turco di nome Mahmud ha fatto massacrare molti monaci buddisti e incendiato santuari, stupa e templi; egli considerava il buddismo come una versione contadina dell'induismo ed ha sia forzatamente convertito all'Islam sia perseguitato a morte i suoi esponenti.

### Myanmar
La violenza e la tensione di lunga durata, sopita con difficoltà, è stata per l'ultima volta riaccesa il 28 maggio 2012, quando una giovane donna buddista è stata violentata e poi uccisa da tre uomini musulmani i quali sono stati in seguito arrestati. Altri fatti riguardanti accuse di violenza, aggressione e tentativo di furto risalgono all'anno seguente.
Il 20 marzo 2013 un monaco buddista appena giunto nella città di Meiktila è stato ferito gravemente per la strada, spogliato ed infine trascinato nella vicina moschea; una volta all'interno gli hanno gettato addosso acido e benzina bruciandolo vivo. Questo fatto ha prodotto un'ondata di reazione anti-musulmana in tutto il paese.

### Malesia
Il 30 maggio 2013 un gruppo di lavoratori birmano-buddisti operati a Selayang, in Malaysia, sono stati uccisi da bengalesi musulmani.

### Thailandia
La maggioranza buddista thailandese è stata coinvolta in numerosi scontri contro i musulmani insorti nel sud del paese. Molti buddisti sono stati decapitati, con il clero e gli insegnanti spesso minacciati di morte. Ripetute aggressioni contro i buddisti sono abbastanza frequenti nel sud, con attentati esplosivi ed attacchi ai siti religiosi.

## Persecuzione sotto il comunismo

### Cambogia sotto i Khmer Rossi
I Khmer rossi hanno attivamente perseguitato i buddisti durante la loro presa del potere tra il 1975 e il 1979. Istituzioni e templi buddisti sono stati distrutti, mentre monaci ed insegnanti venivano uccisi in gran numero.  Più di un terzo dei monasteri della nazione sono andati perduti assieme ad innumerevoli testi sacri ed oggetti di alta qualità artistica, con almeno 25.000 bhikkhu che vennero massacrati dal regime. La persecuzione è stata intrapresa perché Pol Pot era convinto che il buddismo fosse un "marchio decadente", cercando così di eliminare più di 1.500 anni di presenza buddista in territorio cambogiano. 

### Cina
A partire dalla vittoria della rivoluzione comunista cinese, il buddismo è stato sottoposto a severe misure restrittive e portato sotto il diretto controllo statale. Durante la rivoluzione culturale i buddisti sono stati attivamente perseguitati ed inviati in "campi di rieducazione", con templi, statue e sutra distrutti o vandalizzati. Negli ultimi anni si è verificato un revival del buddismo, ma la maggior parte delle sue istituzioni hanno la possibilità di operare solamente entro i confini dello stato.

#### Tibet
Anche se molti templi e monasteri sono stati ricostruiti dopo la rivoluzione culturale, i buddisti tibetani sono rimasti in gran parte confinati dal governo della repubblica popolare cinese; è stato riportato da gruppi di protezione dei diritti umani che monache e monaci sono stati torturati e uccisi dai militari cinesi.
Sono presenti oltre 6000 monasteri in Tibet, e quasi tutti sono stati saccheggiati e distrutti dai comunisti cinesi, soprattutto durante gli anni della rivoluzione culturale; l'analisi di un gran numero di documenti ha inoltre dimostrato che molti monasteri del buddismo tibetano era già stati distrutti dai comunisti cinesi ben prima della rivoluzione culturale.

### Mongolia
I monaci buddisti sono stati perseguitati durante l'intero periodo in cui era al potere il regime comunista, questo fino all'opera di democratizzazione avvenuta nel 1990. Horloogijn Čojbalsan, seguendo pedissequamente gli ordini di Stalin, ha raso al suolo in tutto il territorio nazionale oltre 700 monasteri ed fatto assassinare migliaia di monaci.

### Unione sovietica
Il buddismo fu disprezzato e perseguitato dalle autorità sovietiche, con i suoi aderenti colpiti ed esiliati.

### Vietnam
Nonostante l'ostilità proveniente dal regime comunista, il buddismo viene ancora ampiamente praticato in Vietnam. Secondo l'"Human Rights News" il paese continua ad incarcerare sistematicamente e a perseguitare i buddisti, ma anche i seguaci indipendenti di altre religioni. Importanti leader della Chiesa buddista Unificata del Vietnam come Thich Huyen Quang e Thích Quảng Độ sono rimasti imprigionati per decenni.